# 영국 국방부
영국 국방부(英國國防部, MOD, Ministry of Defence)는 영국의 방위 문제를 담당하는 영국 정부의 부처이자 영국군의 사령부이다.
영국 국방부의 주요 목적은 영국과 영국의 이익을 지키는 것이며 국제 평화와 안정을 강화하는 것이다. 소비에트 연방의 해체와 그에 따른 유럽에서의 냉전 종식으로 영국 국방부는 앞으로 당분간 영국을 크게 위협할 만한 전쟁의 위험이 있을 것으로는 보고 있지 않다. 대신(大臣) 영국 국방부는 대량살상무기, 국제 테러리즘, 영국의 국가이성을 위태롭게 할 위험이 있거나 실제로 위태롭게 하는 파탄국가들의 정체를 밝혀오고 있다. 영국 국방부는 병력의 일일 동태, 급변사태에 대비한 계획 수립, 국방 조달 등을 관리 감독하기도 한다.

## 역사
영국 정부는 1910년대와 1920년대 사이에 일어난 제1차 세계대전 기간 동안의 성과를 뒤돌아보면서, 영국군을 이루는 세 축인 영국 육군과 영국 해군, 영국 공군 사이에 협조체계를 구성하는 것이 필요하다는 결론을 내렸다. 1921년 영국 총리 데이비드 로이드 조지 때 출범한 연립 정부는 통합된 국방부를 수립하는 안건을 부결하였다. 하지만 1923년 육해공군 간의 조정을 위한 목적으로 영국 삼군참모총장회의가 설립되었다. 1930년대에 재무장이 이루어진 가운데 스탠리 볼드윈 총리는 국방조정부 장관 자리를 만들었으며, 초대 장관으로 언리 챗필드가 내정되었다. 언리 챗필드는 1940년 네빌 체임벌린 내각이 물러날 때까지 자리를 유지하였다. 당시 국방조정부 장관 자리는 군권 장악력이 부족했을 뿐만 아니라 정치적 영향력이 극히 제한되어 있었기 때문에 한계가 있었다.
1940년 윈스턴 처칠이 총리로 취임하면서 영국 국방부가 정식으로 창설되었다. 처칠 내각은 영국 국방부를 창설함으로써 영국 삼군참모총장회의를 견제하고 방위 관련 문제들을 조정하고자 하였다. 국방부의 수장 자리는 처음에는 영국 총리가 겸임하였다가, 1946년 클레멘트 애틀리 내각이 국방부 법에 행정부서를 도입하면서 국방부 장관 자리가 탄생하였다.